# Martin Kirschner
Martin Kirschner (Breslavia, 28 ottobre 1879 – Heidelberg, 30 agosto 1942) è stato un chirurgo tedesco.

## Biografia
Kirschner nacque in una famiglia della borghesia colta tedesca. Suo padre Martin Kirschner (1842-1912) era un magistrato che in seguito fu consigliere comunale a Breslavia, assessore, vicesindaco di Berlino nel 1892 e infine sindaco di Berlino tra il 1899 e il 1912. Sua madre Margarethe Kalbeck era sorella del musicologo Max Kalbeck.
Kirschner frequentò le università di Friburgo in Brisgovia, Strasburgo, Zurigo e di Monaco di Baviera. Dopo la laurea in medicina a Strasburgo nel 1904, si recò a Berlino per specializzarsi con Rudolf von Renvers (1854-1909). Tra il 1908 e il 1910 Kirschner frequentò la clinica chirurgica universitaria di Greifswald sotto la guida Erwin Payr (1871-1947); seguì poi Payr a Königsberg dove più tardi fu allievo di Paul Leopold Friedrich (1864-1916). Alla morte di Friedrich fu nominato professore di chirurgia a Königsberg (1916); nel 1927 si trasferì a Tubinga dove ottenne la stessa cattedra.
Il 18 marzo 1924 Kirschner eseguì con successo la prima embolectomia dell'arteria polmonare.
Egli sviluppò un nuovo metodo per la realizzazione di un esofago artificiale e un metodo per l'apertura del ginocchio.
Il suo nome ricorre nel filo di Kirschner, uno strumento rigido e sottile che Kirschner utilizzò nel trattamento delle fratture complesse.

## Scritti (selezione)
- N. Guleke e R. Zenker (a cura di), Trattato di tecnica chirurgica, ideato dal prof. dr. Martin Kirschner; edizione italiana a cura del prof. dr. Giovanni Panzera, Vaduz: ETIM, 1931.
- Martin Kirschner e Alfred Schubert (a cura di), Allgemeine und spezielle chirurgische Operationslehre, I–V, Berlin 1927–1940.
- Martin Kirschner e Otto Nordmann (a cura di), Die Chirurgie. Eine zusammenfassende Darstellung der allgemeinen und der speziellen Chirurgie, I–VI, Berlin - Wien 1926–1930.
- «Ein neues Verfahren der Ösophagusplastik», Archiv für klinische Chirurgie 114:2–59, 1920.
- «Ein durch die Trendelenburgsche Operation geheilter Fall von Embolie der Art. pulmonalis», Archiv für klinische Chirurgie 133: 312–359, 1924.
- «Die Behandlung der akuten eitrigen freien Bauchfellentzündung», Archiv für klinische Chirurgie 142:253–311, 1926.
- «Verbesserungen der Drahtextension», Archiv für klinische Chirurgie 148:651–658, 1927
- «Das synchrone kombinierte Verfahren bei der Radikalbehandlung des Mastdarmkrebses», Archiv für klinische Chirurgie 180:296–308, 1934
- «Die fahrbare chirurgische Klinik (Röntgen-, Operations- und Schwerverletztenabteilung)», Chirurg 10: 713–717, 1938.